# Červená Voda (district de Sabinov)
Červená Voda (hongrois : Kisszebeni majorság) est un village de Slovaquie situé dans la région de Prešov.

## Histoire
Première mention écrite du village en 1956.

## Démographie

### Évolution de la population
| Année:               | 1994. | 2004.   | 2014.    | 2024.   |
| -------------------- | ----- | ------- | -------- | ------- |
| Nombre de personnes: | 447   | 448     | 493      | 527     |
| Différence:          |       | +0,22 % | +10,04 % | +6,89 % |

| Année:               | 2023. | 2024.   |
| -------------------- | ----- | ------- |
| Nombre de personnes: | 515   | 527     |
| Différence:          |       | +2,33 % |